# Yanshi
För andra betydelser, se Yanshi (olika betydelser).
Yanshi, tidigare känt som Yenshih, är en stad på häradsnivå som lyder under Luoyangs stad på prefekturnivå i Henan-provinsen i centrala Kina. Den ligger omkring 86 kilometer väster om provinshuvudstaden Zhengzhou.
I centrala Yanshi finns den arkeologiska fyndplatsen Yanshi Shangstad som var en huvudstad under Shangdynastin. Några kilometer väster ut längs Luofloden finns den arkeologiska fyndplatsen av en stad från Erlitoukulturen som är identifierad som Xiadynastins sista huvudstad Zhenxun.

## Källa
1. ↑  ”worldpostmarks.net”. Arkiverad från originalet den 2 januari 2015. https://web.archive.org/web/20150102101710/http://worldpostmarks.net/HTML%20Countries/china.htm. Läst 15 januari 2015.